# صخرة طانيوس
صخرة طانيوس هي رواية للكاتب اللبناني أمين معلوف. كتبها باللغة الفرنسية ثم ترجمت إلى العربية. نشرت عام 1993، وحاز عنها على جائزة غونكور، كبرى الجوائز الأدبية الفرنسية في ذات العام.

## عن الرواية
تحكي رواية "صخرة طانيوس" قصة طانيوس ذاك الفتى المسيحي، ابن لميا، المرأة فائقة الجمال. تدور الإشاعات حول هوية والده الحقيقي. وتدور أحداث الرواية في ضيعة كْفَرْيَقْدا (الاسم الأصليّ لـ"عين القبو" ضيعة أمين معلوف من قرى المتن الأعلى في لبنان). كما تصور الرواية صراع القوى الكبرى (الأمبراطورية العثمانية ومصر وانكلترا) في منتصف القرن التاسع عشر للسيطرة على الجبل اللبناني. يقول المؤلف: "إن هذه الرواية مستوحاة بتصرف من قصة حقيقية، اغتيال البطريرك الماروني في القرن 19 على يد شخص معروف باسم أبو كشك معلوف، وكان القاتل قد لجأ إلى قبرص، فأعيد إلى البلاد بحيلة من أحد عملاء الأمير ثم أعدم.